# Chee
Los Chee son una raza ficticia de androides creada por los extintos Pemalitas, una raza pacifista de la serie de libros de ciencia ficción Animorphs, escrita por K.A. Applegate. La palabra Chee significa "Amigo" en lengua pemalita.

## Historia
Los Pemalitas crearon a los Chee a su imagen y semejanza, usando su extremadamente avanzada tecnología para crear amigos con los que jugar. Los Chee son completamente incapaces de emplear la violencia o ayudar a realizar cualquier actividad que pueda dañar a alguien, incluida la autodefensa. Debido a que son diseñados para operar en un planeta con una gravedad más alta que la tierra, un Chee, que pesa aproximadamente 227 kilogramos, posee una fuerza inmensa, y es casi indestructible. Tienen vidas extremadamente largas, Erek King, el primer Chee que conocen los Animorphs, tiene una edad aproximada de 50.000 años.
Cuando los Pemalitas fueron atacados por los Howlers, y el virus quantum que destruyó a sus creadores fue lanzado, los Chee huyeron a la tierra, que ya había sido visitada previamente por la raza pacifista. Con unos pocos Pemalitas luchando por sus vidas cuando aterrizaron, los Chee decidieron mezclar sus "esencias" de Pemalitas con la de varios lobos; y de esta combinación, surgió el perro moderno. Los Chee se ocultaron en la tierra, haciéndose pasar por seres humanos y observando como la humanidad se desarrollaba a su alrededor. Los Chee pueden alterar su aspecto para aparentar ser cualquier cosa que desean, viva o no, gracias a su capacidad para proyectar hologramas.

## Rol en la serie
Erek y los otros Chee ayudan a menudo a los Animorphs substituyéndolos siempre que tienen que emprender misiones largas que les obliguen a estar fuera de casa durante muchas horas.
Erek también es el único Chee que destruyó una vida, en el décimo libro de la serie titulado El Androíde, cuando alteró su programa para poder ayudar a los Animorphs.
Cuando el Elimista les pidió a los Animorphs que ayudaran a los Iskoort, luchando contra siete Howlers, Erek se les unió, y ayudó a su manera en la batalla.
- Datos: Q2963142